# Chiesa di Sant'Andrea (Fino del Monte)
La chiesa di Sant'Andrea apostolo è la parrocchiale di Fino del Monte, situata in via Da Fin, in provincia di Bergamo, facente parte del vicariato di Clusone-Ponte Nossa. Tra le opere conservate nella chiesa di notevole interesse sono il dipinto Cristo Risorto con santi Rocco e Sebastiano seicentesco e forse di scuola lottesca e di Giovan Battista Moroni la Madonna col Bambino del 1577.

## Storia
L'antica chiesa intitolata a sant'Andrea apostolo era posizionata in prossimità della sede stradale, posizione che era causa di impedimento al traffico viario dell'intera località. Il traffico che si era intensificato nel corso dei primi anni del Novecento era già stato causa di pericolo e dovette essere parzialmente demolito. L'antico edificio esternamente completamente in pietra locale, e internamente formato da unica navata divisa in tre campate divise da lesene che sorreggevano la trabeazione da dove partiva il soffitto ligneo a capriate era decorato con affreschi risalenti al XIV e XV secolo. Lavori di ampliamento del Settecento avevano distrutto parte delle pitture con la posa di lesene e archi nonché di altari e dipinti. Ma tutto questo fu demolito nel 1957, quando ormai la nuova chiesa aveva sostituito nel servizio liturgico la precedente, nell'abbandono la parte vecchia era sempre più ridotta allo stato di degrado rendendolo il locale pericolo, per questo fu distrutta su ordinanza della provincia di Bergamo. Di questa si mantengono i dipinti e altri arredi sacri.
La nuova chiesa fu progettata nei primi anni del Novecento su richiesta del 1894 dell'allora parroco Giovanni Zucchelli, che riteneva, visto che gli era stato rifiutato il progetto di ampliare il vecchio edificio, incapace ad accogliere il numero sempre maggiore di parrocchiani, decise di costruirne uno nuovo. Il progetto originario è di Virginio Muzio, ed è conservato presso la Biblioteca Angelo Mai di Bergamo.
Nel 1903 fu benedetta la posa della prima pietra, con l'inizio dei lavori che terminarono nel 1911, anno della sua consacrazione. Proseguirono poi lavori di decorazione e nel 1956 fu elevata la nuova torre campanaria. Nel 1971 per adempiere alla disposizione del Concilio vaticano II fu modificata la zona presbiteriale con la posa del nuovo altare. Successivamente l'edificio fu oggetto di lavori di ammodernamento elettrico e di riscaldamento. Nuovi lavori furono realizzati nel terzo millennio.

## Descrizione

### Esterno
La chiesa fu costruita poggiante al lato sinistro dell'antico edificio poi distrutto nel 1957. Si presente con orientamento a nord-sud divisa su due ordini. La facciata a salienti, presenta un portico d'ingresso leggermente sfondato, raggiungibile da tre gradini. Tre arcate a tutto sesto sono complete di colonne in pietra con bassa zoccolatura, e del capitello ionico. Le due parti laterali più avanzate, anticipano le tre navate poste all'interno, più avanzate presentano due nicchie con statue a mezzo busto e proseguono con la cornice marcapiano che corre su tutta la facciata. 

La parte superiore ha una grande apertura circolare atta a illuminare l'aula e termina con il tetto a capanna. La facciata è ornata dalle statue di due angeli con tromba posti alle estremità della copertura inferiore, mentre due pinnacoli sono posti alle estremità delle ali del tetto superiori, il tetto è coronato dalla croce in pietra.
Nella parte centrale al primo livello vi è il grande portale d'ingresso con paraste e architrave in pietra sagomata.
Nel lato sinistro della chiesa rimangono tratti murari dell'antica chiesa con tre affreschi raffiguranti Santa Lucia, la Madonna in trono col Bambino e Sant'Andrea. Sulla parte superiore vi è la scritta «1491 DIE OCTAVO DECEMBRIS», conservati come unica testimonianza dell'originario luogo di culto.

### Interno
Le tre navate all'interno della chiesa sono separate da colonne in marmo bianco rosato di Zandobbio, complete di capitelli ionici che scaricano gli archi atti a reggere l'alta navata centrale. Quattro gradini accompagnano alla zona presbiteriale a pianta rettangolare terminante con l'abside semicircolare.
Cinque altari completano l'aula, completi di tele e arredi provenienti dall'antica chiesa. Questi sono dedicati alla Madonna del Santissimo Rosario, completo di quindici piccoli dipinti raffiguranti i misteri gloriosi del Rosario, una intitolata alla Madonna Addolorata che conserva in una nicchia la statua della Vergine vestita, e uno intitolato a Cristo morto decorato con la tela del Cristo Morto opera di Lorenzo Lotto posto nella cornice dorata e intarsiata. Questo era l'antico altare maggiore.
Nella chiesa sono conservate opere di valore come la tela Madonna col Bambino e i santi Andrea e Pietro di Giovan Battista Moroni, Deposizione dalla Croce di Carlo Ceresa datato 1650, Martirio di sant'Adrea opera novecentesca di Pietro Brugnetti, e Madonna del santo rosario con i santi Giovanni Bosco e Giovanni Battista di Pietro Baggi di Sorisole del 1942. Numerosi sono gli strappi di affreschi riferibili alla scuola del Tiepolo che era stato presente sul territorio con il dipinto Madonna in gloria con santi del 1736 della chiesa di Rovetta  Altri dipinti sono lavori di artisti presenti in valle ma di cui non si conosce il nome.